# Hypoténuse
Cet article court présente un sujet plus développé dans : Triangle rectangle, Théorème de Pythagore et Somme pythagoricienne.

L'hypoténuse du triangle ABC rectangle en C, est le côté AB.

Dans un triangle rectangle, le côté opposé à l'angle droit est appelé hypoténuse. Le théorème de Pythagore, parfois appelé théorème de l'hypoténuse, affirme que dans un triangle rectangle, la longueur de l'hypoténuse égale la racine carrée de la somme des carrés des longueurs des deux autres côtés, appelée parfois somme pythagoricienne de ces deux longueurs. L'hypoténuse d'un triangle rectangle est un diamètre du cercle circonscrit à celui-ci (voir angle inscrit dans un demi-cercle).
Les côtés adjacents à l'angle droit sont parfois appelés cathètes.

## Étymologie
Ce mot (féminin) vient du latin  hypotenusa, lui-même transcrit du grec ancien ὑποτείνουσα, hupoteinousa, du préfixe hupo- « sous », et teino, teinein, « tendre ». Hypoténuse signifie donc littéralement « celle qui sous-tend », c'est-à-dire « (le côté) se tendant sous ... »,.
Platon, avant Euclide, a utilisé (dans le Timée) ce terme pour désigner le côté du triangle rectangle qui semble être « tendu » par le secteur angulaire de l'angle droit.